# Hartmann Lautenschlager
Hartmann Lautenschlager (* 6. Oktober 1940 Hall in Tirol; † 1. Mai 2010 in Innsbruck) war ein österreichischer Politiker (FPÖ) und Abgeordneter zum Nationalrat.
Hartmann Lautenschlager arbeitete sein ganzes Leben in der Versicherungsbranche, wo er vom Verkäufer bis zum Bezirksleiter aufstieg. In der Politik engagierte sich Lautenschlager vor allem in der Stadtpolitik seiner Heimatgemeinde Hall in Tirol, wo er Stadtparteiobmann der FPÖ war. Zudem wurde Lautenschlager am 16. Mai 2007 zum neuen Landesobmann des Tiroler Seniorenringes gewählt und wirkte in der FPÖ Tirol als Landesorganisationsreferent. Nachdem Gerald Hauser vom Nationalrat in den Tiroler Landtag gewechselt war, erhielt Hartmann Lautenschlager am 8. Juli 2008 dessen Mandat des Landeswahlkreises Tirol. Nach seiner Angelobung gab er bekannt, sich insbesondere für Sozial- und Seniorenthemen sowie mehr Transparenz in der EU einzusetzen. Da Hartmann Lautenschlager weder auf der Bundes- noch auf der Landesliste an wählbarer Stelle kandidierte, verlor er sein Mandat durch die vorgezogene Neuwahlen 2008 und schied am 27. Oktober 2008 aus dem Nationalrat aus.

## Auszeichnungen
- Großes Silbernes Ehrenzeichen für Verdienste um die Republik Österreich[2]